# Streifenkehl-Schattenkolibri
Der Streifenkehl-Schattenkolibri (Phaethornis striigularis) ist eine Vogelart aus der Familie der Kolibris (Trochilidae), die in Mexiko, Belize, Guatemala, Honduras, Nicaragua, Costa Rica, Panama, Kolumbien, Venezuela und Ecuador vorkommt. Der Bestand wird von der IUCN als „nicht gefährdet“ (Least Concern) eingeschätzt.

## Merkmale
Der Streifenkehl-Schattenkolibri erreicht eine Körperlänge von etwa 9,0 cm bei einem Gewicht der Männchen von ca. 2,0 bis 3,0 g und der Weibchen von ca. 2,0 bis 3,2 g. Die dunklen Wangen werden von gelbbraunen Überaugen- und Bartstreifen abgegrenzt, wobei der Bartstrich etwas matter wirkt. Die Oberseite dieses kleinen Kolibris aus der Unterfamilie der Eremiten ist olivgrün, die Unterseite bräunlich bis grau. Die Kehle ist dunkler als die Brust und der Bauch und wird von einem schmalen, strichartigen Rand begrenzt. Am Brustgefieder sind keine dunklen Federn vorhanden. Das Männchen hat abgerundete zentrale Steuerfedern, die helle schmale Ränder aufweisen. Das Weibchen hat längere Flügel und ist weniger intensiv an Kehle und Brust gefärbt. Die spitzeren zentralen Steuerfedern haben breitere Ränder als beim Männchen. Jungvögel ähneln den Weibchen, haben aber einen rötlich braunen Bürzel und Rücken. Bei den Weibchen ist der Bürzel ebenfalls rötlich braun, der Rücken dagegen bronzegrün. Dazu haben Jungtiere zimtfarbene Flecken an Körper, Flügeldecken und Armschwingen.

## Verhalten und Ernährung
Der Streifenkehl-Schattenkolibri bezieht seinen Nektar von verschiedenen Pflanzenarten mit mittelgroßen bis kleinen Blütenkronen. Zu den von ihm besuchten Pflanzen gehört die zu den Gesneriengewächsen gehörende Art Chrysothemis friedrichsthaliana, die in der Blütezeit der männlichen Pflanzen besonders viel Nektar produziert. Deshalb besucht der Streifenkehl-Schattenkolibri männliche Blüten der Art sehr viel häufiger als weibliche. Seinen Nektar holt er auch, indem er die Basis der Blütenkronen von Helmkräutern und Pavonia anpikst. Dieses Verhalten wurde vor allem in Costa Rica und Panama beobachtet. Als sogenannter Trapliner fliegt er regelmäßig in rascher Folge ganz bestimmte verstreute Blüten an. Ebenso ernährt er sich von kleinen Arthropoden.

## Lautäußerungen
Der Gesang besteht aus schrillen Phrasen, die er unaufhörlich ohne Pause zwischen den Phrasen wiederholt. Diese gibt der Streifenkehl-Schattenkolibri in einer Frequenz von einer Phrase pro zwei bis fünf Sekunden von sich. Eine Phrase beinhaltet einige monotone einsilbige Töne, die langsam abnehmen. Einzelnen Tönen folgt ein mehr komplexes Getriller, das wie tschi...tsi...tsup...tsitscholili klingt. Die Phrasen können in einem Lied variieren. Im Flug klingt der Ruf wie ein kurzes tsik.

## Fortpflanzung
Die Brutsaison im Süden Mexikos ist von April bis Juni, in Costa Rica im November, Dezember und nach einigen Berichten im Februar und September. Im Nordosten Costa Ricas scheint der Streifenkehl-Schattenkolibri das ganze Jahr zu brüten mit einigen Höhepunkten der Aktivitäten von März bis Juli und von November bis Dezember. Von aktiven Nestern wurde aus Kolumbien im Juli, im Westen Ecuadors von Januar bis März und in Belize im Mai und Juni berichtet. Daten über Gonadenaktivitäten weisen darauf hin, dass er im März und Mai im Norden Kolumbiens, im März und Dezember im Westen Kolumbiens, im Mai in Panama und im April in Honduras brütet. Das kegelförmige Nest besteht aus mit Spinnweben zusammengehaltenem Pflanzenmaterial wie Fasern und Pflanzenflaum und wird unter einem großen überhängenden Blatt angebracht. Das Gelege besteht aus zwei Eiern. Die Brutdauer beträgt ca. 15 bis 16 Tage. Das Ausbrüten der Eier erfolgt durch das Weibchen. Nach 20 bis 23 Tagen werden die Nestlinge flügge. Die Küken haben eine pinkfarbene Haut mit einer doppelten Reihe hellbrauner Daunenfedern auf dem Rücken. Die Augen der Küken bleiben bis zehn Tage nach dem Schlüpfen noch geschlossen.

## Verbreitung und Lebensraum

Verbreitungsgebiet (grün) des Streifenkehl-Schattenkolibris

Der Streifenkehl-Schattenkolibri lebt im Unterholz von feuchten tropischen Tiefland- und Hügelwäldern, in Baumlücken, Lichtungen und Waldrändern, dichten Sekundärwaldungen und Plantagen mit reichlich Vegetation. Er kommt sogar in Gärten vor. P. s. striigularis und P. s. ignobilis sind zudem in Laubwäldern, Gestrüpp und Dickicht präsent. Der Streifenkehl-Schattenkolibri bewegt sich in Venezuela in Höhenlagen vom Meeresspiegel bis 1300 Meter. In Costa Rica ist er in Höhenlagen bis 1500 Meter, im Westen Ecuadors bis 1570 Meter präsent, doch meist trifft man ihn in diesen Ländern in Höhen unterhalb von 800 Metern.

## Unterarten
Bisher sind vier Unterarten bekannt:
- Phaethornis striigularis saturatus Ridgway, 1910[3] ist vom Süden Mexikos bis in den Nordwesten Kolumbiens verbreitet. Die Subspezies ist die hellste aller Unterarten mit ockerfarbener bis oranger Unterseite und rötlich braunen statt ockerfarbenen Schwanzfederrändern.[1]
- Phaethornis striigularis subrufescens Chapman, 1917[4] kommt im westlichen Kolumbien und dem westlichen Ecuador vor. Die Striche an der Kehle fallen weniger deutlich aus als bei der Nominatform. Die braune ockerfarbene Färbung an Kehle und Hals zeigt weniger Grau als bei P. s. ignobilis.[1]
- Phaethornis striigularis striigularis Gould, 1854[5] ist die im Norden Kolumbiens und dem Westen Venezuelas verbreitete Nominatform.
- Phaethornis striigularis ignobilis Todd, 1913[6] kommt im Norden Venezuelas vor. Die Striche an der Kehle fallen weniger deutlich aus als bei der Nominatform. Diese Unterart hat eine eher braune ockerfarbene Kehle und Brust.[1]

Phaethornis adolphi nelsoni Bangs & Barbour, 1922 ist ein Synonym für P. s. subrufescens. Phaethornis adolphi Gould, 1857 ist ein Synonym für P. s. saturatus. Schon 1950 erkannte John Todd Zimmer, dass der Name Trochilus Adolphei Lesson, 1843 bereits vergeben war. Er schloss daraus, dass trotz der unterschiedlichen Schreibweise der Artikel 35 der Internationalen Regeln für die Zoologische Nomenklatur greift und somit Lessons Namensgebung Priorität über die von Gould hat. Deshalb schlug er den neuen Namen Phaethornis longuemareus cordobae vor. Später stellte sich diese Unterart als Synonym für Phaethornis striigularis saturatus heraus.

## Migration
Das Zugverhalten des Streifenkehl-Schattenkolibris ist bisher nicht erforscht. Es wird aber vermutet, dass er ein Standvogel ist. Nur saisonales Vorkommen im Norden Venezuelas deutet auf gewisse Wanderbewegungen hin.

## Etymologie und Forschungsgeschichte
Die Erstbeschreibung des Streifenkehl-Schattenkolibris erfolgte 1854 durch John Gould unter dem wissenschaftlichen Namen Phaethornis striigularis. Das Typusexemplar hatte Gould 1852 aus Bogotá bekommen. 1827 führte William Swainson die Gattung Phaethornis für den Langschwanz-Schattenkolibri (Phaethornis superciliosus (Linnaeus, 1766)) ein. 
Der Begriff Phaethornis leitet sich aus den griechischen Wörtern φαέθων phaéthōn für „leuchtend, strahlend“ und ὄρνις órnis für „Vogel“ ab. Das Artepitheton striigularis bildet sich aus den lateinischen Wörtern stria für „Linie, Streifen“ und gula, gularis für „Kehle, Kehl-“. Saturatus leitet sich von satur, satura, satis für „reich, reichlich, genug“ ab. Subrufescens ist ein Wortgebilde aus sub für „darunter“ und rufescens, rufescentis, rufescere, rufus für „rötlich, rot werden, rötlich braun“. Ignobilis steht für „unklar, mäßig, gewöhnlich“. Nelsoni ist Edward William Nelson gewidmet, der 1913 den bereits vergebenen Namen Phaethornis adolphi fraterculus verwendet hatte. Adolphi ehrt Adolphe Boucard. Cordobae bezieht sich auf Córdoba in Veracruz, den Ort, aus dem Auguste Sallé Gould das Typusexemplar für Phaethornis adolphi zugeschickt hatte.